# Маркьонне, Серджо
Серджо Маркьонне (итал. Sergio Marchionne; 17 июня 1952, Кьети, Абруцци, Италия — 25 июля 2018[…], Цюрих, Швейцария) — канадско-итальянский предприниматель.

## Биография
Родился в 1952 году, в детстве вместе с родителями эмигрировал в Канаду. Окончил школу права Осгуд Холл Торонтского университета, получил степень магистра делового администрирования в Уиндзорском университете. В 1985 году получил докторскую степень по предпринимательской деятельности, с 1987 года занимался юридической практикой в качестве прокурора и адвоката в канадской провинции Онтарио. С 1983 по 1985 год отвечал в торонтской компании Deloitte Touche за финансовую политику. С 1985 по 1988 год являлся руководителем группы и директором по развитию в торонтской компании Lawson Mardon Group, в 1989—1990 годах состоял исполнительным вице-президентом Glenex Industries, затем до 1992 года — вице-президентом по финансам и финансовым директором в Acklands Limited. С 1992 по 1994 год занимал должность вице-президента по корпоративному и финансовому развитию, а также финансового директора Lawson Group. С 1994 по 2000 год работал в Algroup di Zurigo, где последовательно занимал посты вице-президента по корпоративному развитию и генерального директора, а затем стал сначала генеральным директором и впоследствии президентом Lonza Group Ltd. В феврале 2002 года стал генеральным директором швейцарской SGS, в 2003 году пришёл в FIAT как независимый консультант.
Бывший вице-президент UBS и президент Европейской ассоциации автомобилестроителей. Получил известность в период своего руководства корпорацией FIAT, когда с началом в 2008 году мирового финансового кризиса организовал в 2009 году слияние с американской компанией Chrysler, сумев при поддержке правительств США и Канады, а также американских корпораций выправить финансовое положение корпорации и выплатить все государственные кредиты, полученные в качестве помощи. В 2014 году сделка была успешно завершена, и объединённая компания стала седьмой в мире среди производителей автомобилей. В октябре 2014 года сменил Луку ди Монтедземоло в должности президента Ferrari, в мае 2016 года стал генеральным директором компании.
21 июля 2018 года отправлен советом директоров Fiat Chrysler Automobiles в отставку по состоянию здоровья. В этот же день, в отсутствие Маркьонне (он в этот момент находился в больнице) его преемником избран Майкл Мэнли, возглавляющий ныне Jeep и Ram.
25 июля 2018 года скончался от послеоперационных осложнений в цюрихской клинике Universitätsspital, где находился с 27 июня для операции саркомы правого плеча (по предварительным данным, его состояние стремительно ухудшилось вследствие эмболии сосудов головного мозга и обострения проблем сердечно-сосудистой системы).
24 августа 2018 года стало известно, что в соответствии с завещанием Маркьонне похоронен рядом с родителями и сестрой в Канаде, в городе Вон, в тридцати километрах севернее Торонто.

## Награды
- Кавалер ордена «За заслуги в труде» (1 июня 2006 года, Италия)[12].
- Орден «За заслуги» III степени (19 августа 2006 года, Украина) — за весомый личный вклад в развитие международного сотрудничества, укрепление авторитета и положительного имиджа Украины в мире, популяризацию её исторических и современных достижений[13].